# 羅姆內斯鎮區 (北達科他州格里格斯縣)
羅姆內斯鎮區（英語：Romness Township）是位於美國北達科他州格里格斯縣的一個鎮區。

## 地方資料
羅姆內斯鎮區的面積為92.64平方千米，當中陸地面積為92.51平方千米，而水域面積為0.13平方千米。根據2020年美國人口普查的數據，當地共有人口26人，而人口密度為每平方千米0.28人。